# La Dure École
Pour plus de détails, voir Fiche technique et Distribution.
La Dure École (Making a Man) est un film américain réalisé par Joseph Henabery, sorti en 1922.

## Fiche technique
- Titre original : Making a Man
- Réalisation : Joseph Henabery
- Scénario : Albert S. Le Vino
- Producteurs : Adolph Zukor, Jesse L. Lasky
- Photographie : Faxon M. Dean
- Distributeur : Paramount Pictures
- Durée : 6 bobines[1]
- Dates de sortie : 
  - 17 décembre 1922 : New York
  - 22 janvier 1923 : USA[2]

## Distribution

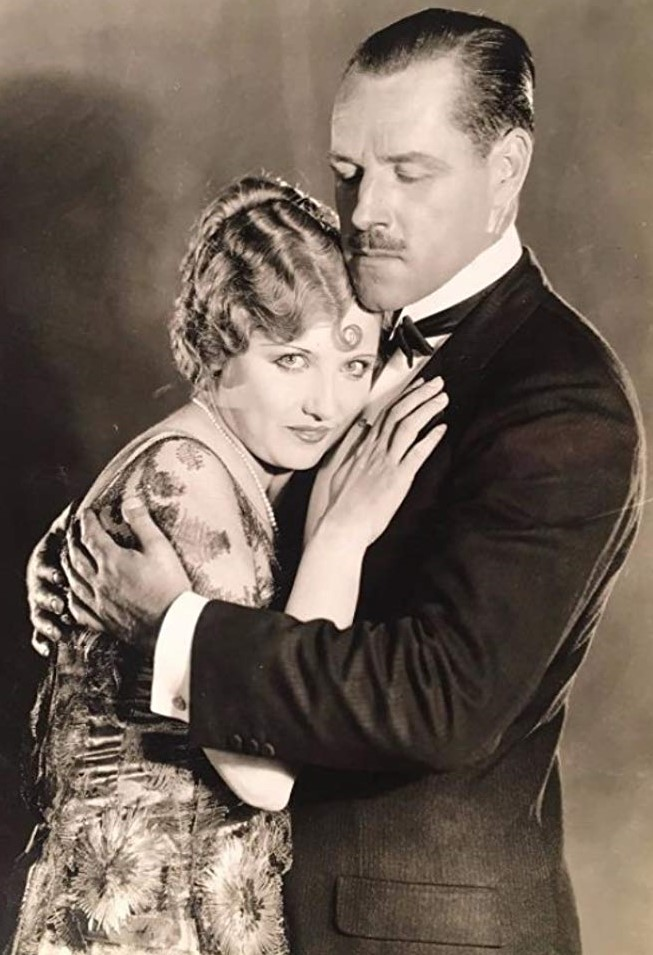
Eva Novak et Jack Holt.

- Jack Holt : Horace Winsby
- J.P. Lockney : Jim Owens
- Eva Novak : Patricia Owens
- Bert Woodruff : Henry Cattermole
- Frank Nelson : Shorty
- Robert Dudley : Bailey
- Will Walling : Bud Deming